# 特魯拉海崖
59°2′S 26°31′W / 59.033°S 26.517°W
特魯拉海崖（英語：Trulla Bluff），是南極洲的海崖，位於南桑威奇群島的布里斯托爾島東端，該海崖以挪威捕鯨船命名，現時由英國海外領土管轄。